# Бартолоні (герб)
Бартолоні (Бартолані, пол. Bartoloni, Bartolani) – польський шляхетський герб, різновид герба Наленч з нобілітації.

## Опис герба
У червоному полі покладена в коло срібна пов'язка з опущеними кінцями, що пов'язані знизу, з двома золотими лицарськими хрестами у стовп: один в середині пов'язки, а інший під нею.
Клейнод: Золотий хрест, як у гербі між срібною лілією праворуч і червоною трояндою ліворуч.
Намет: Червоний, підбитий сріблом.

## Найбільш ранні згадки
Наданий 10 квітня 1589 року лікарю з Сандомира Станіславу Бартолані.
Герб є результатом прийняття до гербу Наленч.

## Роди
Бартолоні (Bartoloni - Bartolani).

## Зовнішні посилання
- Герб Bartoloni в сервісі Генеалогія dynastyczna